# Köyceğiz
Köyceğiz là một huyện thuộc tỉnh Muğla, Thổ Nhĩ Kỳ. Huyện có diện tích 1655 km² và dân số thời điểm năm 2007 là 32395 người, mật độ 20 người/km².